# Danguillaume Oduber
Danguillaume (Dangui) Pierino Oduber (Oranjestad, 13 juli 1978) is een Arubaans politicus en minister van Toerisme en Volksgezondheid sinds 17 november 2017. In het kabinet-Wever-Croes I was hij tevens minister van Sport. Voordien was hij lid van de Staten van Aruba van 2013 tot 2017.

## Beginjaren
Dangui Oduber werd geboren op 13 juli 1978 als tweede zoon van Nelson Oduber, voormalig MEP-leider en premier van Aruba, en Glenda Croes. Hij is ook de kleinzoon van Milo Croes, voormalig politicus en voorzitter van de Stichting Arubaanse Carnaval (SAC). 
Hij doorliep de Bon Bini school en het La Salle College. Na de HAVO aan het Colegio Arubano voltooid te hebben vertrok hij naar Nederland. Oduber behaalde aan de Hogeschool Inholland een bachelor in economie. Na terugkeer naar Aruba, trad hij in dienst van het telecommunicatiebdrijf Setar.

## Politiek
Oduber was van jongs af betrokken bij de MEP, echter begon zijn politieke carrière formeel toen hij zich in 2013 kandidaat stelde op de MEP-lijst. Bij de Statenverkiezingen van 2013 behaalde hij 1749 persoonlijke stemmen en een statenzetel. Aangezien deze verkiezingen werden gewonnen door de Arubaanse Volkspartij kwam Oduber in de oppositie terecht. Bij de verkiezingen van 2017 behaalden de MEP en de AVP ieder 9 zetels. Nadat de MEP erin slaagde met de partijen POR en RED een coalitieregering te vormen, trad het kabinet-Wever-Croes I op 17 november 2017 aan. Dangui Oduber werd benoemd tot minister van Toerisme, Volksgezondheid en Sport. In 2021 bleef hij in het kabinet-Wever-Croes II aan als minister belast met Toerisme en Volksgezondheid. 
Oduber startte verschillende projecten op ten behoeve van zijn portfolios, waaronder de introductie van een accreditatie-systeem die erin voorziet dat landskinderen, die geneeskunde-studies voltooid hebben in landen waarvoor er een verbod van beroepsuitoefening geldt, desondanks met hun beroep aan de slag kunnen in Aruba.
Oduber is gehuwd met Naliza Faarup en samen hebben zij twee zonen.